# Barrington Levy

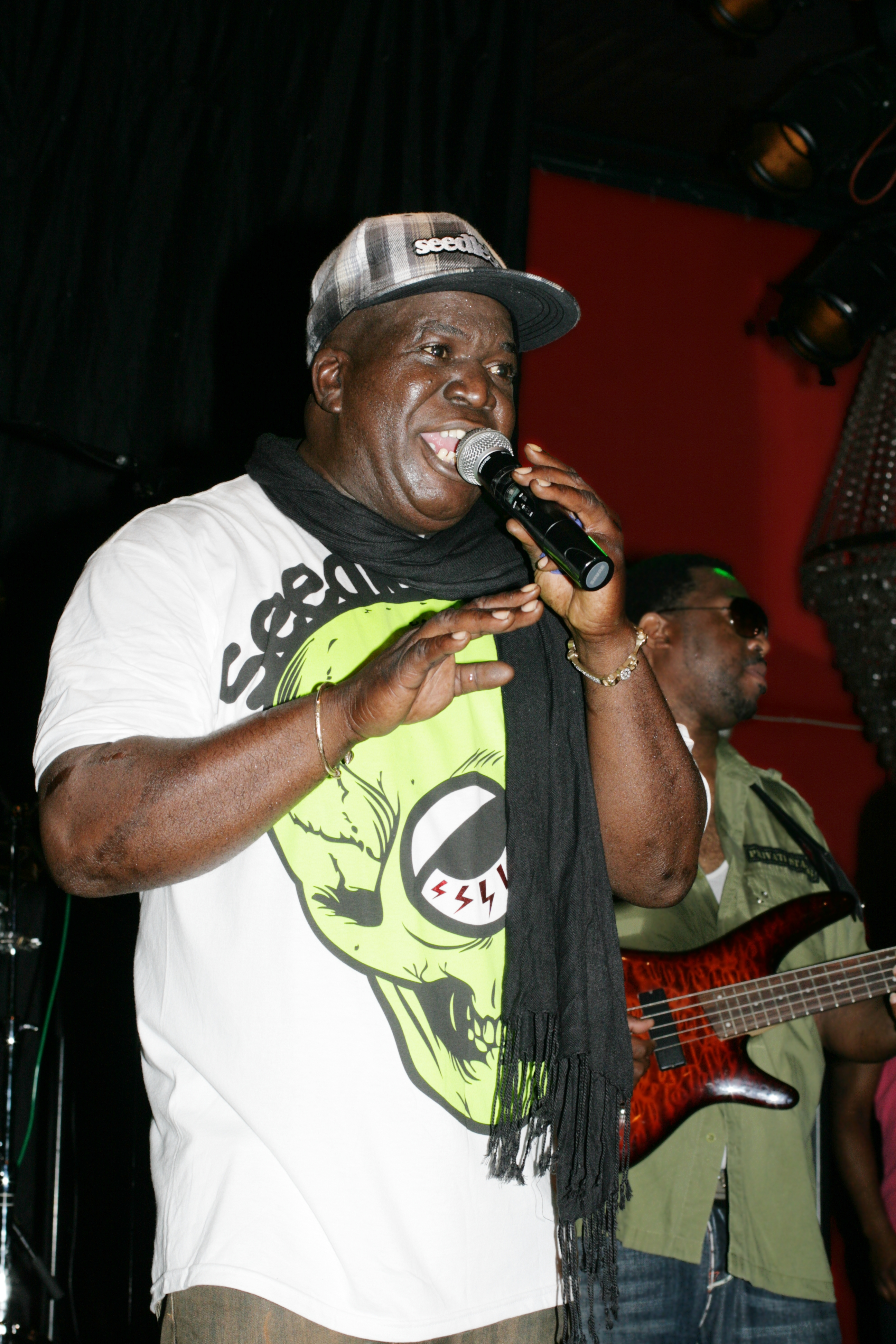

Barrington Levy (* 30. April 1964 in Kingston, Jamaika) ist ein Ragga- und Dancehall-Musiker aus Jamaika. Zu seinen größten Erfolgen gehören Here I Come, Under Mi Sensi und Englishman.

## Werdegang
Nachdem sein Einstieg in das Musikgeschäft zusammen mit seinem Bruder als Mighty Multitude im Jahr 1977 wenig erfolgreich war, begann Levy im Jahr darauf unter anderem mit Henry „Junjo“ Lawes zu arbeiten, einem der führenden Produzenten der späten 1970er und der ersten Hälfte der 1980er. Nachdem er im Jahr 1978 Hits wie Yah we De, Hunter Man und Shine Eye Gal hatte, veröffentlichte er 1979 sein Debütalbum Bounty Hunter (Shaolin Temple), das von einigen als das erste Dancehall-Album bezeichnet wird. In der darauf folgenden Zeit, den frühen 1980er-Jahren, prägte er den Sound und Gesangsstil des frühen Dancehalls mit Alben wie Englishman, Robin Hood oder Money Move maßgeblich und diente u. a. Tenor Saw als Vorbild.
1985 gelang ihm mit Here I come, das bis heute eines seiner bekanntesten Lieder ist, der Übergang in den digitalen Dancehall, der danach für einige Zeit zum vorherrschenden Stil wurde. Danach wurde es ruhiger um ihn, auch wenn er weiterhin – aber seltener – veröffentlichte. 1998 war beispielsweise das Feature Living Dangerously mit Bounty Killer ein Hit.

## Auszeichnungen
- British Reggae Award (1984)

## Diskographie
- Englishman (Nyam Up, 1979)
- Doh Ray Me (J&B - Music 1980)
- Robin Hood (Greensleeves, 1980)
- Bounty Hunter (Jah Life, 1982)
- Poor Man Style (Trojan, 1983)
- Teach Me Culture (Live & Learn, 1983)
- Life Style (GG, 1984)
- Meets Frankie Paul (Arrival, 1984)
- Shine Eye Gal (Echo Jazz, 1984)
- Love the Life You Live (VP, 1988)
- Prison Oval Rock (VP, 1991)
- Turning Point (Profile, 1992)
- Divine (RAS, 1994)
- Duets (RAS, 1995)
- Time Capsule (RAS, 1996)
- Living Dangerously (Breakaway, 1998)
- DJ Counteraction (Greensleeves, 2000)
- Jah the Creator (Dressed to Kill, 2002)
- Moonlight Lover (Burning Bush, 2003)
- Teach the Youth (VP, 2008)